# Sol Schlinger
Sol Schlinger (* 6. September 1926 in New York City; † im November 2017) war ein US-amerikanischer Jazzmusiker (Baritonsaxophon), der in den 1950er Jahren vor allem als Studiomusiker bei Bigband-Produktionen hervorgetreten ist.

## Leben und Wirken
Schlinger wuchs im New Yorker Stadtteil Bronx auf und lernte zunächst Tenorsaxophon. Unterricht hatte er bei Bill Sheiner, der auch Stan Getz unterrichtete. Durch Vermittlung von Bernie Glow (einem weiteren Sheiner-Schüler) erhielt er mit 16 Jahren einen ersten Job in der Band von Dick Himber. 1941, nachdem er die Schule abgebrochen hatte, spielte er bei Henry Jerome & His Stepping Tones; Arrangeur der Band war Sid Cooper. Während des Zweiten Weltkriegs tourte er mit Shep Fields, mit dem erste Aufnahmen entstanden und mit dem er auch im Rahmen der Truppenbetreuung in Europa auftrat.
Nach Kriegsende arbeitete Schlinger erneut bei Fields und wurde auch dessen Kontraktor. 1948 gehörte er der Band von Charlie Barnet an. Dann wechselte er zum Baritonsaxophon, als Buddy Rich für seine Bigband einen Baritonisten suchte. Ende der 1940er Jahre spielte er im Tommy Dorsey Orchestra, in dem er bis 1952 blieb; in den frühen 1950er Jahren arbeitete er u. a. mit dem Sauter-Finegan Orchestra (New Directions in Music, 1952), Neal Hefti, Red Norvo und Benny Goodman.
Als Sessionmusiker wirkte Schlinger in den folgenden Jahren (zusammen mit der East Coast Sax-Section aus Hal McKusick, Gene Quill, Zoot Sims und Al Cohn) bei zahlreichen Jazz-Produktionen des Labels RCA Victor mit, so bei Billy Byers, Quincy Jones, Ernie Wilkins, Manny Albam, George Dale Williams, Coleman Hawkins, Harry Belafonte, Urbie Green, Bob Brookmeyer, Richard Maltby, Peanuts Hucko und Chuck Wayne, Ende der 1950er Jahre außerdem bei John LaPorta, George Russell (bei New York, N.Y. und Jazz in a Space Age) und Bill Potts (The Jazz Soul of Porgy & Bess). In den 1960er Jahren spielte er des Weiteren bei Gary McFarland, Freda Payne, Jimmy Rushing, Mundell Lowe, Bobby Short, Joe Morello, Tony Bennett, Michel Legrand, Jimmy Smith, Rusty Dedrick, Marvin Stamm und Dizzy Gillespie. Mitte der 1970er Jahre war er auch als Theatermusiker am Broadway tätig. Im Bereich des Jazz war er zwischen 1941 und 1992 an 239 Aufnahmesessions beteiligt, zuletzt mit John Pizzarelli (All of Me).